# Margarita Carrera
Margarita Carrera Molina (Ciudad de Guatemala, Guatemala; 16 de septiembre de 1929-Ciudad de Guatemala, 31 de marzo de 2018) fue una escritora guatemalteca. A lo largo de su carrera desarrolló diversos géneros, entre los que se encuentran la poesía y el ensayo. Publicó dos novelas, trece libros de ensayo y once de poesía. Fue académica de número de la Academia Guatemalteca de la Lengua, que corresponde a la Real Academia Española.

## Biografía
Hija de Josefina Molina Llárden y Antonio Carrera Martello, quien nació en París. Carrera es la primera mujer graduada en Letras en la Universidad de San Carlos de Guatemala, en 1957, y la primera mujer que hizo su ingreso a la Academia Guatemalteca de la Lengua, correspondiente de la Española, en 1967. Catedrática universitaria desde 1957 en las Universidades San Carlos de Guatemala, Rafael Landívar y Del Valle de Guatemala. La Universidad de San Carlos de Guatemala le otorgó la Medalla Universitaria en el año 2000. La Universidad del Valle de Guatemala le otorgó sendos Diplomas de Mérito y de Profesor Distinguido, en los años 1998 y 2001, respectivamente.
Como periodista laboró en los diarios El Imparcial, La Hora, Diario de Centro América. Fue columnista del diario Prensa Libre, donde trabajó desde 1993, hasta la fecha de su muerte.
Fue miembro del International Writing Program, en la Universidad de Iowa, desde 1982 y escritora huésped e invitada especial en viajes y congresos internacionales sobre lengua y literatura española, realizados en España, Francia, Alemania, Suecia, México, Venezuela, Costa Rica, Miami, Puerto Rico, Panamá. También fue miembro de la Academia Guatemalteca de la Lengua.
Finalista en el XI Premio Anagrama de Ensayo, Barcelona, 1982.
En 1980 trabajo con la Real Academia Española durante los meses de marzo-junio, como miembro de la Comisión Permanente de la Asociación de Academias.
Su obra En la mirilla del jaguar: biografía novelada de Monseñor Gerardi,(2002), publicada por Fondo de Cultura Económica ha sido best seller. Por tal libro recibió la "Orden Monseñor Gerardi Conedera" en 2004. La segunda edición de En la mirilla del Jaguar fue editada (sept.2005) por FCE. En el 2007, FCE también publicó Sumario del recuerdo. Memorias (1929-1981). En mayo de 2008 se publicó en Madrid su poemario Iracundiae Dea.
En 2003 y 2004 fue propuesta por la Universidad del Valle de Guatemala, para el XII Premio Sofía de Poesía Iberoamericana, que conduce la Universidad de Salamanca. 
En 2008, fue invitada el 26 de mayo por la Universidad Autónoma de Madrid para impartir conferencias sobre su obra "En la mirilla del jaguar. Biografía novelada de Monseñor Gerardi"; y, en el mismo año, invitada por "Casa de América": el 4 de octubre ("Gala de poesía": lectura de poemas)y el 5 de octubre ("Centroamérica: pensamiento y literatura"). Para estas dos invitaciones intervino el Centro Regional para el Fomento del Libro en América Latina, el Caribe, España y Portugal-CERLALC-.

## Obra

### Novela
- En la mirilla del jaguar (2002)
- Sumario del recuerdo (2006)

### Poesía
- Poemas pequeños (1951)
- Poesías (1957)
- Desde Dentro (1964)
- Poemas de sangre y alba (1969)
- Del noveno círculo y antología mínima (1977)
- Letanías malditas (1979)
- Mujer y Soledades (1982)
- Toda la poesía de Margarita Carrera (1984)
- Signo XX (1986)
- Sumario del olvido (1994)
- Antología personal de poesía (1998)

### Ensayo
- Temática y romanticismo en la obra de Juan Diéguez (1957)
- Corpus poeticum de la obra de Juan Diéguez (1959)
- Ensayos (1957)
- Literatura y psicoanálisis (1979)
- Ensayos-contra reloj (1980)
- Antropos (La nueva filosofía)(1985)
- Rebeliones y revelaciones en los signos literarios (1985)
- El desafío del psicoanálisis freudiano (1951)
- Freud y los sueños (1990)
- El mundo a la luz de Nietzsche y del psicoanálisis (1995)
- Hacia un nuevo humanismo (1996)
- Antología personal: ensayo (1997)
- Ensayos sobre Borges (1999)

### Antología
- Para conjurar el sueño: poetas guatemaltecas del siglo XX (1998)
- Rosa palpitante: sexualidad y erotismo en la escritura de poetas guatemaltecas nacidas en el siglo XX (2005)

### Teatro
- El circo (1975)

### Revista
- Alero

### Periódico
- El imparcial

## Logros
| Año  | Condecoraciones y Diplomas |
| ---- | --- |
| 1970 | •Diploma conferido por la Real Academia Española. |
| 1981 | •Premio Quetzal de Oro por Ensayos contra reloj. |
| 1982 | •Condecoración Dolores Bedoya de Molina, en el Grado Estrella de Plata.                                                                                |
| 1986 | •Primer Premio de Poesía en los Juegos Florales Hispanoamericanos.                                                                                     |
| 1987 | •Diploma otorgado por la XVII Feria Municipal del Libro.                                                                                               |
| 1988 | •Orden Vicenta Laparra de la Cerda. |
| 1996 | •Premio Nacional de Literatura Miguel Ángel Asturias.                                                                                                  |
| 2000 | •Premio UNICEF a la comunicación. •La Universidad de San Carlos le otorgó la Medalla Universitaria.                                                    |
| 2001 | •La Universidad del Valle le otorgó sendos Diplomas de Mérito y de Profesor Distinguido.´ •Dedicatoria de los Juegos Florales de Quetzaltenango LVXIV. |
| 2004 | •Recibió la "Orden Monseñor Gerardi Conedera". |
| 2007 | •Plaqueta de El Instituto Americano. |